# Martina Favaretto
Martina Favaretto (née à Camposampiero le 15 novembre 2001) est une escrimeuse italienne.

## Carrière
En 2018, Martina Favaretto  remporte la médaille d'argent au fleuret féminin aux Jeux olympiques de la jeunesse d'été à Buenos Aires, en Argentine. Elle a également remporté la médaille d'or dans l'épreuve par équipes mixtes.
En 2023, elle remporte la médaille d'argent aux Championnats d'Europe d'escrime qui se sont tenus à Plovdiv, en Bulgarie. Elle est également médaillée d'or dans l'épreuve féminine de fleuret par équipe aux Championnats du monde d'escrime 2022 ainsi qu' aux Championnats d'Europe d'escrime 2022.
Avec Martina Batini, Francesca Palumbo et Alice Volpi elle remporte la médaille d'or du fleuret féminin par équipe aux Jeux européens de 2023 en Pologne,.
En juillet 2023, elle  remporte  à Milan la médaille de bronze au fleuret féminin aux championnats du monde d'escrime et avec Alice Volpi, Arianna Errigo et Francesca Palumbo la médaille d'or par équipe .

## Palmarès
- Championnats du monde :
  -  Médaille d'or par équipes aux championnats du monde 2022 au Caire
  -  Médaille d'or par équipes aux championnats du monde 2023 à Milan
  -  Médaille de bronze en individuel aux championnats du monde 2023 à Milan

- Championnats d'Europe :
  -  Médaille d'or par équipes aux championnats d'Europe 2022 à Antalya
  -  Médaille d'argent en individuel aux championnats d'Europe 2023 à Plovdiv

- Jeux européens :
  -  Médaille d'or par équipes aux Jeux européens 2023 à Cracovie

## Distinctions
- Collare d'oro al merito sportivo, Rome, 14 novembre 2022.